# Ratna Vajra
Khöndung Ratna Vajra Sakya Rinpoche (Dehradun, 19 de noviembre de 1974) es un maestro budista tibetano de la tradición Sakya, que se desempeñó como el 42.º Sakya Trizin desde el  9 de marzo de 2017 al 16 de marzo de 2022.

## Reseña biográfica
Es descendiente de la familia Khonen el Tíbet que mantiene un linaje ininterrumpido de grandes maestros que lleva más de mil años. Es el hijo mayor de Ngawang Kunga y Gyalyum Kushok Tashi Lhakee, es hermano mayor de Gyana Vajra, quien es el actual 43.º Sakya Trizin.
Desde su nacimiento, Ratna Vajra recibió enseñanzas de grandes maestros como el 14.º Dalai Lama, del 41.º Sakya Trizin, Chogye Trichen Rinpoche, Luding Khenchen Rinpoche, Dezhung Rinpoche, Khenchen Appey Rinpoche, Khenpo Kunga Wangchuk Rinpoche y Khenpo Lungrik Senge.
A la edad de seis años, comenzó su educación formal bajo la tutela del Venerable Rinchen Sangpo. El 10 de octubre de 1981 realizó su primer examen oral  en presencia de su tutor el 41.º Sakya Trizin y miembros destacados del Centro Sakya. Los temas abordados fueron El recuerdo de la triple gema, el Sutra de los tres montones, el Sutra de la confesión, las oraciones del linaje extendido del Gurú. 
El 20 de diciembre de 1980, 14.° día del mes lunar tibetano 11, en el aniversario de Sakya Pandita, en el monasterio Sakya Thubten Namgyal Ling en Puruwala, India,comenzó a recibir el ciclo de las preciosas enseñanzas poco comunes de Lam Dre por parte de Sakya Trizin 41.
En 1987, a sus catorce años, aprobó su primer examen importante en el Centro Sakya, Rajpur, India. Dos años más tarde, completó todos sus estudios básicos de diferentes rituales y escrituras. En 1990 ingresa a Sakya College, donde estudia filosofía budista con Khenpo Ngawang Lekshey Kunga Rinpoche (aka. Khenpo Migmar Tsering) su principal maestro. En 1998, se graduó con un título de Kachupa, que es equivalente a una licenciatura.

Ratna Vajra Rinpoche supervisa la gestión de muchos monasterios y centros Sakya en todo el mundo.

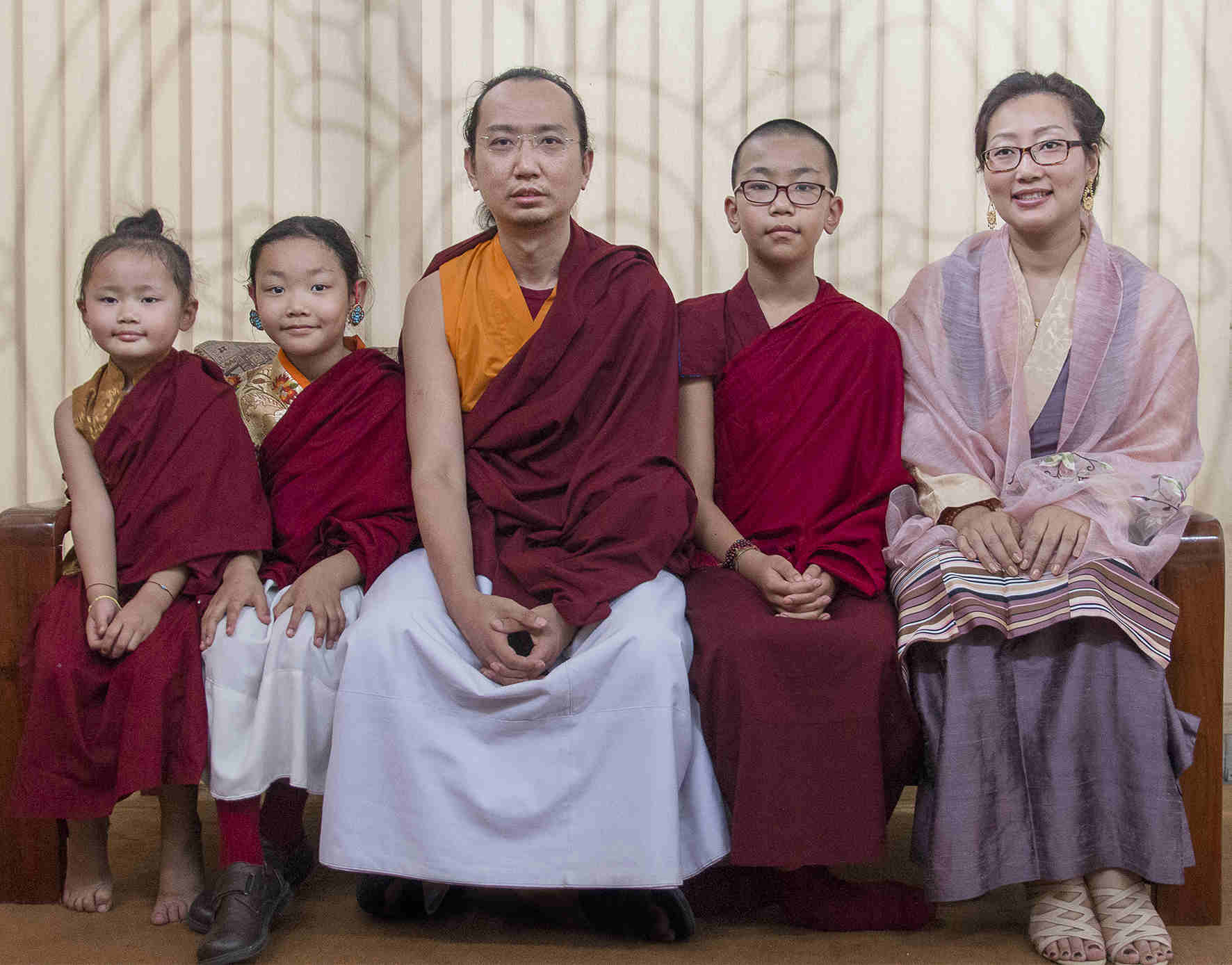
Ratna Vajra Rinpoche con su familia

## Familia
El 12 de septiembre de 2002, Ratna Vajra Rinpoche se casó con Dagmo Kalden Dunkyi. Su primera hija, Jetsunma Kunga Trinley Palter Sakya, nació el 2 de enero de 2007, el Día del Parinirvana de Sakya Pandita, que se considera auspicioso según la costumbre tibetana. 
Su hijo, Dungsay Akasha Vajra Rinpoche, nació en Nueva Delhi, el 27 de marzo de 2010, el 12.° día del segundo mes del calendario tibetano, en el aniversario del Paranirvana de Jetsun Drakpa Gyaltsen. Su nacimiento estuvo acompañado de un ligero terremoto en la ciudad donde nació. Tal evento se considera un signo auspicioso según la creencia tibetana, presagia que un gran ser ha entrado en este mundo. 
El 24 de enero de 2013 nació su segunda hija, Jetsunma Kunga Chimey Wangmo Sakya, en Dehradun, India.